# Lista över fornlämningar i Karlshamns kommun
Lista över fornlämningar i Karlshamns kommun är en förteckning av ett urval av de fornlämningar som finns i Karlshamns kommun.

## Asarum
| Namn                      | Lämningstyp                 | Tillkomsttid | Historisk indelning | Plats | Läge                 | ID-nr          | Bild                                 |
| ------------------------- | --------------------------- | ------------ | ------------------- | ----- | -------------------- | -------------- | ------------------------------------ |
| Asarum 20:2               | Stensättning                |              | Asarum, Blekinge    |       | 56.179114, 14.803276 | 10098400200002 | Ladda upp en bild av detta fornminne |
| Asarum 20:3               | Stensättning                |              | Asarum, Blekinge    |       | 56.179154, 14.803185 | 10098400200003 | Ladda upp en bild av detta fornminne |
| Asarum 23:1               | Stensättning                |              | Asarum, Blekinge    |       | 56.163845, 14.804625 | 10098400230001 | Ladda upp en bild av detta fornminne |
| Asarum 23:2               | Stensättning                |              | Asarum, Blekinge    |       | 56.163894, 14.804782 | 10098400230002 | Ladda upp en bild av detta fornminne |
| Asarum 26:1               | Hög                         |              | Asarum, Blekinge    |       | 56.168721, 14.805545 | 10098400260001 | Ladda upp en bild av detta fornminne |
| Asarum 33:1               | Stensättning                |              | Asarum, Blekinge    |       | 56.189643, 14.890523 | 10098400330001 | Ladda upp en bild av detta fornminne |
| Asarum 33:2               | Stensättning                |              | Asarum, Blekinge    |       | 56.189611, 14.890941 | 10098400330002 | Ladda upp en bild av detta fornminne |
| Drakarör (Asarum 34:1)    | Röse                        |              | Asarum, Blekinge    |       | 56.190276, 14.861051 | 10098400340001 | Ladda upp en bild av detta fornminne |
| Asarum 35:1               | Stensättning                |              | Asarum, Blekinge    |       | 56.194025, 14.858868 | 10098400350001 | Ladda upp en bild av detta fornminne |
| Asarum 35:2               | Stensättning                |              | Asarum, Blekinge    |       | 56.194100, 14.859171 | 10098400350002 | Ladda upp en bild av detta fornminne |
| Asarum 46:1               | Begravningsplats            |              | Asarum, Blekinge    |       | 56.207096, 14.840881 | 10098400460001 | Ladda upp en bild av detta fornminne |
| Asarum 47:1               | Gravfält                    |              | Asarum, Blekinge    |       | 56.198048, 14.840882 | 10098400470001 | Ladda upp en bild av detta fornminne |
| Asarum 50:1               | Stensättning                |              | Asarum, Blekinge    |       | 56.207867, 14.801162 | 10098400500001 | Ladda upp en bild av detta fornminne |
| Asarum 52:1               | Gravfält                    |              | Asarum, Blekinge    |       | 56.209611, 14.839186 | 10098400520001 | Ladda upp en bild av detta fornminne |
| Asarum 53:1               | Stensättning                |              | Asarum, Blekinge    |       | 56.213293, 14.852498 | 10098400530001 | Ladda upp en bild av detta fornminne |
| Asarum 53:2               | Stensättning                |              | Asarum, Blekinge    |       | 56.213348, 14.852297 | 10098400530002 | Ladda upp en bild av detta fornminne |
| Asarum 53:3               | Stensättning                |              | Asarum, Blekinge    |       | 56.213361, 14.852128 | 10098400530003 | Ladda upp en bild av detta fornminne |
| Asarum 53:4               | Stensättning                |              | Asarum, Blekinge    |       | 56.213433, 14.852103 | 10098400530004 | Ladda upp en bild av detta fornminne |
| Asarum 54:1               | Stensättning                |              | Asarum, Blekinge    |       | 56.212486, 14.855541 | 10098400540001 | Ladda upp en bild av detta fornminne |
| Asarum 56:1               | Stensättning                |              | Asarum, Blekinge    |       | 56.209621, 14.862157 | 10098400560001 | Ladda upp en bild av detta fornminne |
| Asarum 58:1               | Stensättning                |              | Asarum, Blekinge    |       | 56.199917, 14.860722 | 10098400580001 | Ladda upp en bild av detta fornminne |
| Asarum 59:1               | Stensättning                |              | Asarum, Blekinge    |       | 56.200011, 14.860143 | 10098400590001 | Ladda upp en bild av detta fornminne |
| Korpaberget (Asarum 63:1) | Fornborg                    |              | Asarum, Blekinge    |       | 56.201227, 14.847304 | 10098400630001 | Ladda upp en bild av detta fornminne |
| Asarum 64:1               | Stensättning                |              | Asarum, Blekinge    |       | 56.212952, 14.878220 | 10098400640001 | Ladda upp en bild av detta fornminne |
| Asarum 65:1               | Stensättning                |              | Asarum, Blekinge    |       | 56.198091, 14.842237 | 10098400650001 | Ladda upp en bild av detta fornminne |
| Asarum 66:1               | Stensättning                |              | Asarum, Blekinge    |       | 56.180515, 14.921231 | 10098400660001 | Ladda upp en bild av detta fornminne |
| Asarum 69:1               | Stensättning                |              | Asarum, Blekinge    |       | 56.177670, 14.911955 | 10098400690001 | Ladda upp en bild av detta fornminne |
| Asarum 70:1               | Stensättning                |              | Asarum, Blekinge    |       | 56.172096, 14.908169 | 10098400700001 | Ladda upp en bild av detta fornminne |
| Asarum 72:1               | Stensättning                |              | Asarum, Blekinge    |       | 56.186030, 14.888173 | 10098400720001 | Ladda upp en bild av detta fornminne |
| Asarum 73:1               | Stensättning                |              | Asarum, Blekinge    |       | 56.189145, 14.886221 | 10098400730001 | Ladda upp en bild av detta fornminne |
| Asarum 75:1               | Stensättning                |              | Asarum, Blekinge    |       | 56.174713, 14.915616 | 10098400750001 | Ladda upp en bild av detta fornminne |
| Asarum 76:1               | Stensättning                |              | Asarum, Blekinge    |       | 56.176064, 14.897377 | 10098400760001 | Ladda upp en bild av detta fornminne |
| Asarum 79:1               | Stensättning                |              | Asarum, Blekinge    |       | 56.196264, 14.841652 | 10098400790001 | Ladda upp en bild av detta fornminne |
| Asarum 80:2               | Hällristning                |              | Asarum, Blekinge    |       | 56.216656, 14.851391 | 10098400800002 | Ladda upp en bild av detta fornminne |
| Asarum 80:3               | Hällristning                |              | Asarum, Blekinge    |       | 56.216584, 14.851301 | 10098400800003 | Ladda upp en bild av detta fornminne |
| Asarum 84:1               | Stensättning                |              | Asarum, Blekinge    |       | 56.168996, 14.798088 | 10098400840001 | Ladda upp en bild av detta fornminne |
| Asarum 85:1               | Stensättning                |              | Asarum, Blekinge    |       | 56.169996, 14.801838 | 10098400850001 | Ladda upp en bild av detta fornminne |
| Asarum 87:1               | Stensättning                |              | Asarum, Blekinge    |       | 56.151060, 14.800130 | 10098400870001 | Ladda upp en bild av detta fornminne |
| Asarum 88:1               | Stensättning                |              | Asarum, Blekinge    |       | 56.162956, 14.813630 | 10098400880001 | Ladda upp en bild av detta fornminne |
| Asarum 89:1               | Stensättning                |              | Asarum, Blekinge    |       | 56.151487, 14.798990 | 10098400890001 | Ladda upp en bild av detta fornminne |
| Asarum 90:1               | Stensättning                |              | Asarum, Blekinge    |       | 56.181601, 14.802758 | 10098400900001 | Ladda upp en bild av detta fornminne |
| Asarum 91:1               | Stensättning                |              | Asarum, Blekinge    |       | 56.191020, 14.859644 | 10098400910001 | Ladda upp en bild av detta fornminne |
| Asarum 102:1              | Begravningsplats            |              | Asarum, Blekinge    |       | 56.222206, 14.873214 | 10098401020001 | Ladda upp en bild av detta fornminne |
| Asarum 107:1              | Grav markerad av sten/block |              | Asarum, Blekinge    |       | 56.208490, 14.888465 | 10098401070001 | Ladda upp en bild av detta fornminne |
| Asarum 110:1              | Stensättning                |              | Asarum, Blekinge    |       | 56.205900, 14.883096 | 10098401100001 | Ladda upp en bild av detta fornminne |
| Asarum 111:1              | Stensättning                |              | Asarum, Blekinge    |       | 56.204094, 14.879290 | 10098401110001 | Ladda upp en bild av detta fornminne |
| Asarum 115:1              | Stensättning                |              | Asarum, Blekinge    |       | 56.229919, 14.848495 | 10098401150001 | Ladda upp en bild av detta fornminne |
| Asarum 118:1              | Stensättning                |              | Asarum, Blekinge    |       | 56.235962, 14.872255 | 10098401180001 | Ladda upp en bild av detta fornminne |
| Asarum 119:1              | Stensättning                |              | Asarum, Blekinge    |       | 56.237515, 14.872815 | 10098401190001 | Ladda upp en bild av detta fornminne |
| Asarum 123:1              | Fästning/skans              |              | Asarum, Blekinge    |       | 56.262382, 14.841703 | 10098401230001 | Ladda upp en bild av detta fornminne |
| Asarum 124:1              | Stensättning                |              | Asarum, Blekinge    |       | 56.160504, 14.813328 | 10098401240001 | Ladda upp en bild av detta fornminne |
| Asarum 125:1              | Stensättning                |              | Asarum, Blekinge    |       | 56.181268, 14.805508 | 10098401250001 | Ladda upp en bild av detta fornminne |
| Asarum 130:1              | Stensättning                |              | Asarum, Blekinge    |       | 56.214034, 14.852087 | 10098401300001 | Ladda upp en bild av detta fornminne |
| Asarum 131:1              | Stensättning                |              | Asarum, Blekinge    |       | 56.213173, 14.859882 | 10098401310001 | Ladda upp en bild av detta fornminne |
| Asarum 132:1              | Stensättning                |              | Asarum, Blekinge    |       | 56.213844, 14.858197 | 10098401320001 | Ladda upp en bild av detta fornminne |
| Asarum 134:1              | Stensättning                |              | Asarum, Blekinge    |       | 56.226368, 14.868551 | 10098401340001 | Ladda upp en bild av detta fornminne |
| Asarum 136:1              | Stensättning                |              | Asarum, Blekinge    |       | 56.229941, 14.864010 | 10098401360001 | Ladda upp en bild av detta fornminne |
| Asarum 136:2              | Stensättning                |              | Asarum, Blekinge    |       | 56.229832, 14.864025 | 10098401360002 | Ladda upp en bild av detta fornminne |
| Asarum 139:1              | Stensättning                |              | Asarum, Blekinge    |       | 56.219344, 14.861646 | 10098401390001 | Ladda upp en bild av detta fornminne |
| Asarum 140:1              | Stensättning                |              | Asarum, Blekinge    |       | 56.215072, 14.866426 | 10098401400001 | Ladda upp en bild av detta fornminne |
| Asarum 148:1              | Stensättning                |              | Asarum, Blekinge    |       | 56.219920, 14.871861 | 10098401480001 | Ladda upp en bild av detta fornminne |
| Asarum 149:1              | Stensättning                |              | Asarum, Blekinge    |       | 56.217297, 14.871098 | 10098401490001 | Ladda upp en bild av detta fornminne |
| Asarum 336                | Stensättning                |              | Asarum, Blekinge    |       | 56.200025, 14.860223 | 12000000118587 | Ladda upp en bild av detta fornminne |
| Asarum 337                | Stensättning                |              | Asarum, Blekinge    |       | 56.200957, 14.862145 | 12000000118588 | Ladda upp en bild av detta fornminne |
| Asarum 338                | Stensättning                |              | Asarum, Blekinge    |       | 56.200597, 14.862397 | 12000000118589 | Ladda upp en bild av detta fornminne |
| Asarum 339                | Stensättning                |              | Asarum, Blekinge    |       | 56.199972, 14.860206 | 12000000118590 | Ladda upp en bild av detta fornminne |
| Asarum 342                | Stensättning                |              | Asarum, Blekinge    |       | 56.203665, 14.868145 | 12000000118593 | Ladda upp en bild av detta fornminne |
| Asarum 347                | Stensättning                |              | Asarum, Blekinge    |       | 56.203240, 14.866710 | 12000000118598 | Ladda upp en bild av detta fornminne |
| Asarum 348                | Stensättning                |              | Asarum, Blekinge    |       | 56.197040, 14.860035 | 12000000118599 | Ladda upp en bild av detta fornminne |
| Asarum 349                | Röse                        |              | Asarum, Blekinge    |       | 56.196360, 14.868888 | 12000000118600 | Ladda upp en bild av detta fornminne |
| Asarum 351                | Stensättning                |              | Asarum, Blekinge    |       | 56.196266, 14.868796 | 12000000118602 | Ladda upp en bild av detta fornminne |
| Asarum 352                | Stensättning                |              | Asarum, Blekinge    |       | 56.196457, 14.869032 | 12000000118603 | Ladda upp en bild av detta fornminne |
| Asarum 354                | Stensättning                |              | Asarum, Blekinge    |       | 56.196199, 14.841624 | 12000000120989 | Ladda upp en bild av detta fornminne |
| Asarum 359                | Stensättning                |              | Asarum, Blekinge    |       | 56.202748, 14.891513 | 12000000120994 | Ladda upp en bild av detta fornminne |
| Asarum 361                | Stensättning                |              | Asarum, Blekinge    |       | 56.201737, 14.888648 | 12000000120996 | Ladda upp en bild av detta fornminne |
| Asarum 362                | Stensättning                |              | Asarum, Blekinge    |       | 56.194767, 14.889044 | 12000000120997 | Ladda upp en bild av detta fornminne |
| Asarum 364                | Stensättning                |              | Asarum, Blekinge    |       | 56.207153, 14.892460 | 12000000120999 | Ladda upp en bild av detta fornminne |
| Asarum 400                | Stensättning                |              | Asarum, Blekinge    |       | 56.181883, 14.891437 | 12000000122102 | Ladda upp en bild av detta fornminne |
| Asarum 403                | Stensättning                |              | Asarum, Blekinge    |       | 56.176662, 14.916620 | 12000000122118 | Ladda upp en bild av detta fornminne |
| Asarum 404                | Stensättning                |              | Asarum, Blekinge    |       | 56.177625, 14.911908 | 12000000122119 | Ladda upp en bild av detta fornminne |
| Asarum 405                | Stensättning                |              | Asarum, Blekinge    |       | 56.177635, 14.912037 | 12000000122120 | Ladda upp en bild av detta fornminne |
| Asarum 407                | Stensättning                |              | Asarum, Blekinge    |       | 56.172978, 14.912988 | 12000000122122 | Ladda upp en bild av detta fornminne |
| Asarum 408                | Stensättning                |              | Asarum, Blekinge    |       | 56.180499, 14.921292 | 12000000124099 | Ladda upp en bild av detta fornminne |
| Asarum 411                | Stensättning                |              | Asarum, Blekinge    |       | 56.180487, 14.921334 | 12000000124102 | Ladda upp en bild av detta fornminne |
| Asarum 412                | Grav markerad av sten/block |              | Asarum, Blekinge    |       | 56.180338, 14.921252 | 12000000124103 | Ladda upp en bild av detta fornminne |
| Asarum 454                | Stensättning                |              | Asarum, Blekinge    |       | 56.172261, 14.906067 | 12000000126285 | Ladda upp en bild av detta fornminne |
| Asarum 455                | Stensättning                |              | Asarum, Blekinge    |       | 56.172179, 14.906075 | 12000000126286 | Ladda upp en bild av detta fornminne |
| Asarum 490                | Begravningsplats            |              | Asarum, Blekinge    |       | 56.260014, 14.835741 | 12000000129075 | Ladda upp en bild av detta fornminne |
| Asarum 491                | Hällristning                |              | Asarum, Blekinge    |       | 56.213510, 14.851523 | 12000000129511 | Ladda upp en bild av detta fornminne |
| Asarum 492                | Hällristning                |              | Asarum, Blekinge    |       | 56.214287, 14.854813 | 12000000129513 | Ladda upp en bild av detta fornminne |
| Asarum 531                | Stensättning                |              | Asarum, Blekinge    |       | 56.199572, 14.783078 | 12000000130728 | Ladda upp en bild av detta fornminne |

## Elleholm
| Namn                   | Lämningstyp  | Tillkomsttid | Historisk indelning | Plats | Läge                 | ID-nr          | Bild                                 |
| ---------------------- | ------------ | ------------ | ------------------- | ----- | -------------------- | -------------- | ------------------------------------ |
| Sjöborg (Elleholm 3:1) | Borg         |              | Elleholm, Blekinge  |       | 56.166609, 14.752229 | 10099000030001 | Ladda upp en bild av detta fornminne |
| Elleholm 4:1           | Stensättning |              | Elleholm, Blekinge  |       | 56.154598, 14.724984 | 10099000040001 | Ladda upp en bild av detta fornminne |
| Elleholm 5:1           | Stensättning |              | Elleholm, Blekinge  |       | 56.155468, 14.725191 | 10099000050001 | Ladda upp en bild av detta fornminne |
| Elleholm 6:1           | Stensättning |              | Elleholm, Blekinge  |       | 56.175564, 14.758116 | 10099000060001 | Ladda upp en bild av detta fornminne |
| Elleholm 9:1           | Stensättning |              | Elleholm, Blekinge  |       | 56.157222, 14.713882 | 10099000090001 | Ladda upp en bild av detta fornminne |
| Elleholm 53            | Stensättning |              | Elleholm, Blekinge  |       | 56.152548, 14.758723 | 12000000129037 | Ladda upp en bild av detta fornminne |

## Hällaryd
| Namn          | Lämningstyp                 | Tillkomsttid | Historisk indelning | Plats | Läge                 | ID-nr          | Bild                                 |
| ------------- | --------------------------- | ------------ | ------------------- | ----- | -------------------- | -------------- | ------------------------------------ |
| Hällaryd 1:1  | Stensättning                |              | Hällaryd, Blekinge  |       | 56.177958, 14.977524 | 10099700010001 | Ladda upp en bild av detta fornminne |
| Hällaryd 2:1  | Stensättning                |              | Hällaryd, Blekinge  |       | 56.181088, 14.975418 | 10099700020001 | Ladda upp en bild av detta fornminne |
| Hällaryd 3:1  | Stensättning                |              | Hällaryd, Blekinge  |       | 56.180656, 14.973089 | 10099700030001 | Ladda upp en bild av detta fornminne |
| Hällaryd 3:2  | Stensättning                |              | Hällaryd, Blekinge  |       | 56.180975, 14.973069 | 10099700030002 | Ladda upp en bild av detta fornminne |
| Hällaryd 5:1  | Stensättning                |              | Hällaryd, Blekinge  |       | 56.184895, 14.972870 | 10099700050001 | Ladda upp en bild av detta fornminne |
| Hällaryd 7:1  | Stensättning                |              | Hällaryd, Blekinge  |       | 56.185246, 14.976139 | 10099700070001 | Ladda upp en bild av detta fornminne |
| Hällaryd 8:1  | Stensättning                |              | Hällaryd, Blekinge  |       | 56.191856, 14.969775 | 10099700080001 | Ladda upp en bild av detta fornminne |
| Hällaryd 9:1  | Röse                        |              | Hällaryd, Blekinge  |       | 56.189085, 14.967386 | 10099700090001 | Ladda upp en bild av detta fornminne |
| Hällaryd 9:2  | Stensättning                |              | Hällaryd, Blekinge  |       | 56.189023, 14.967464 | 10099700090002 | Ladda upp en bild av detta fornminne |
| Hällaryd 9:3  | Stensättning                |              | Hällaryd, Blekinge  |       | 56.188865, 14.967868 | 10099700090003 | Ladda upp en bild av detta fornminne |
| Hällaryd 10:1 | Stensättning                |              | Hällaryd, Blekinge  |       | 56.187312, 14.965553 | 10099700100001 | Ladda upp en bild av detta fornminne |
| Hällaryd 11:1 | Stensättning                |              | Hällaryd, Blekinge  |       | 56.192658, 14.961893 | 10099700110001 | Ladda upp en bild av detta fornminne |
| Hällaryd 12:1 | Stensättning                |              | Hällaryd, Blekinge  |       | 56.194121, 14.950985 | 10099700120001 | Ladda upp en bild av detta fornminne |
| Hällaryd 13:1 | Stensättning                |              | Hällaryd, Blekinge  |       | 56.190421, 14.958016 | 10099700130001 | Ladda upp en bild av detta fornminne |
| Hällaryd 13:2 | Stensättning                |              | Hällaryd, Blekinge  |       | 56.190502, 14.958195 | 10099700130002 | Ladda upp en bild av detta fornminne |
| Hällaryd 15:1 | Stensättning                |              | Hällaryd, Blekinge  |       | 56.191441, 14.958160 | 10099700150001 | Ladda upp en bild av detta fornminne |
| Hällaryd 15:2 | Stensättning                |              | Hällaryd, Blekinge  |       | 56.191318, 14.957943 | 10099700150002 | Ladda upp en bild av detta fornminne |
| Hällaryd 15:3 | Grav markerad av sten/block |              | Hällaryd, Blekinge  |       | 56.191305, 14.957709 | 10099700150003 | Ladda upp en bild av detta fornminne |
| Hällaryd 15:4 | Hällristning                |              | Hällaryd, Blekinge  |       | 56.191441, 14.958160 | 10099700150004 | Ladda upp en bild av detta fornminne |
| Hällaryd 16:1 | Stensättning                |              | Hällaryd, Blekinge  |       | 56.178798, 14.967920 | 10099700160001 | Ladda upp en bild av detta fornminne |
| Hällaryd 17:1 | Stensättning                |              | Hällaryd, Blekinge  |       | 56.176492, 14.968901 | 10099700170001 | Ladda upp en bild av detta fornminne |
| Hällaryd 18:1 | Stensättning                |              | Hällaryd, Blekinge  |       | 56.184123, 14.965341 | 10099700180001 | Ladda upp en bild av detta fornminne |
| Hällaryd 20:1 | Stensättning                |              | Hällaryd, Blekinge  |       | 56.188388, 14.950995 | 10099700200001 | Ladda upp en bild av detta fornminne |
| Hällaryd 21:1 | Stensättning                |              | Hällaryd, Blekinge  |       | 56.185824, 14.957040 | 10099700210001 | Ladda upp en bild av detta fornminne |
| Hällaryd 22:1 | Stensättning                |              | Hällaryd, Blekinge  |       | 56.185624, 14.956224 | 10099700220001 | Ladda upp en bild av detta fornminne |
| Hällaryd 26:2 | Stensättning                |              | Hällaryd, Blekinge  |       | 56.183490, 14.953002 | 10099700260002 | Ladda upp en bild av detta fornminne |
| Hällaryd 27:1 | Stensättning                |              | Hällaryd, Blekinge  |       | 56.183802, 14.952728 | 10099700270001 | Ladda upp en bild av detta fornminne |
| Hällaryd 27:2 | Stensättning                |              | Hällaryd, Blekinge  |       | 56.183805, 14.952596 | 10099700270002 | Ladda upp en bild av detta fornminne |
| Hällaryd 28:1 | Stensättning                |              | Hällaryd, Blekinge  |       | 56.185251, 14.951436 | 10099700280001 | Ladda upp en bild av detta fornminne |
| Hällaryd 29:1 | Röse                        |              | Hällaryd, Blekinge  |       | 56.177981, 14.961247 | 10099700290001 | Ladda upp en bild av detta fornminne |
| Hällaryd 30:1 | Stensättning                |              | Hällaryd, Blekinge  |       | 56.179059, 14.961636 | 10099700300001 | Ladda upp en bild av detta fornminne |
| Hällaryd 32:1 | Stensättning                |              | Hällaryd, Blekinge  |       | 56.191079, 14.945208 | 10099700320001 | Ladda upp en bild av detta fornminne |
| Hällaryd 33:1 | Stensättning                |              | Hällaryd, Blekinge  |       | 56.193098, 14.943738 | 10099700330001 | Ladda upp en bild av detta fornminne |
| Hällaryd 34:1 | Stensättning                |              | Hällaryd, Blekinge  |       | 56.193364, 14.934918 | 10099700340001 | Ladda upp en bild av detta fornminne |
| Hällaryd 35:1 | Stensättning                |              | Hällaryd, Blekinge  |       | 56.196162, 14.940869 | 10099700350001 | Ladda upp en bild av detta fornminne |
| Hällaryd 36:1 | Stensättning                |              | Hällaryd, Blekinge  |       | 56.198614, 14.942555 | 10099700360001 | Ladda upp en bild av detta fornminne |
| Hällaryd 36:2 | Stensättning                |              | Hällaryd, Blekinge  |       | 56.198592, 14.942077 | 10099700360002 | Ladda upp en bild av detta fornminne |
| Hällaryd 36:3 | Grav markerad av sten/block |              | Hällaryd, Blekinge  |       | 56.198811, 14.941639 | 10099700360003 | Ladda upp en bild av detta fornminne |
| Hällaryd 37:1 | Stensättning                |              | Hällaryd, Blekinge  |       | 56.199329, 14.928244 | 10099700370001 | Ladda upp en bild av detta fornminne |
| Hällaryd 38:1 | Hällristning                |              | Hällaryd, Blekinge  |       | 56.195355, 14.926168 | 10099700380001 | Ladda upp en bild av detta fornminne |
| Hällaryd 39:1 | Röse                        |              | Hällaryd, Blekinge  |       | 56.196220, 14.926412 | 10099700390001 | Ladda upp en bild av detta fornminne |
| Hällaryd 39:2 | Stensättning                |              | Hällaryd, Blekinge  |       | 56.196296, 14.926119 | 10099700390002 | Ladda upp en bild av detta fornminne |
| Hällaryd 40:1 | Stensättning                |              | Hällaryd, Blekinge  |       | 56.192118, 14.908478 | 10099700400001 | Ladda upp en bild av detta fornminne |
| Hällaryd 41:1 | Stensättning                |              | Hällaryd, Blekinge  |       | 56.179984, 14.934309 | 10099700410001 | Ladda upp en bild av detta fornminne |
| Hällaryd 42:1 | Stensättning                |              | Hällaryd, Blekinge  |       | 56.179668, 14.930626 | 10099700420001 | Ladda upp en bild av detta fornminne |
| Hällaryd 43:1 | Stensättning                |              | Hällaryd, Blekinge  |       | 56.179754, 14.924847 | 10099700430001 | Ladda upp en bild av detta fornminne |
| Hällaryd 45:1 | Röse                        |              | Hällaryd, Blekinge  |       | 56.201113, 14.948548 | 10099700450001 | Ladda upp en bild av detta fornminne |
| Hällaryd 46:1 | Stensättning                |              | Hällaryd, Blekinge  |       | 56.201151, 14.957582 | 10099700460001 | Ladda upp en bild av detta fornminne |
| Hällaryd 47:1 | Stensättning                |              | Hällaryd, Blekinge  |       | 56.202326, 14.959171 | 10099700470001 | Ladda upp en bild av detta fornminne |
| Hällaryd 47:2 | Stensättning                |              | Hällaryd, Blekinge  |       | 56.202382, 14.959188 | 10099700470002 | Ladda upp en bild av detta fornminne |
| Hällaryd 47:3 | Stensättning                |              | Hällaryd, Blekinge  |       | 56.202382, 14.959188 | 10099700470003 | Ladda upp en bild av detta fornminne |
| Hällaryd 47:4 | Stensättning                |              | Hällaryd, Blekinge  |       | 56.202382, 14.959188 | 10099700470004 | Ladda upp en bild av detta fornminne |
| Hällaryd 48:1 | Gravfält                    |              | Hällaryd, Blekinge  |       | 56.200545, 14.960412 | 10099700480001 | Ladda upp en bild av detta fornminne |
| Hällaryd 51:1 | Röse                        |              | Hällaryd, Blekinge  |       | 56.147847, 14.932794 | 10099700510001 | Ladda upp en bild av detta fornminne |
| Hällaryd 51:2 | Stensättning                |              | Hällaryd, Blekinge  |       | 56.147776, 14.932847 | 10099700510002 | Ladda upp en bild av detta fornminne |
| Hällaryd 52:1 | Stensättning                |              | Hällaryd, Blekinge  |       | 56.144944, 14.953952 | 10099700520001 | Ladda upp en bild av detta fornminne |
| Hällaryd 53:1 | Röse                        |              | Hällaryd, Blekinge  |       | 56.149747, 14.957041 | 10099700530001 | Ladda upp en bild av detta fornminne |
| Hällaryd 54:1 | Stensättning                |              | Hällaryd, Blekinge  |       | 56.130197, 14.962349 | 10099700540001 | Ladda upp en bild av detta fornminne |
| Hällaryd 54:2 | Stensättning                |              | Hällaryd, Blekinge  |       | 56.130146, 14.962164 | 10099700540002 | Ladda upp en bild av detta fornminne |
| Hällaryd 55:1 | Stensättning                |              | Hällaryd, Blekinge  |       | 56.131295, 14.965449 | 10099700550001 | Ladda upp en bild av detta fornminne |
| Hällaryd 56:1 | Röse                        |              | Hällaryd, Blekinge  |       | 56.131534, 14.978495 | 10099700560001 | Ladda upp en bild av detta fornminne |
| Hällaryd 58:1 | Stensättning                |              | Hällaryd, Blekinge  |       | 56.153809, 14.968800 | 10099700580001 | Ladda upp en bild av detta fornminne |
| Hällaryd 59:1 | Stensättning                |              | Hällaryd, Blekinge  |       | 56.156118, 14.969611 | 10099700590001 | Ladda upp en bild av detta fornminne |
| Hällaryd 61:1 | Röse                        |              | Hällaryd, Blekinge  |       | 56.165125, 14.975952 | 10099700610001 | Ladda upp en bild av detta fornminne |
| Hällaryd 62:1 | Stensättning                |              | Hällaryd, Blekinge  |       | 56.165901, 14.983320 | 10099700620001 | Ladda upp en bild av detta fornminne |
| Hällaryd 63:1 | Stensättning                |              | Hällaryd, Blekinge  |       | 56.155641, 14.979567 | 10099700630001 | Ladda upp en bild av detta fornminne |
| Hällaryd 67:1 | Grav markerad av sten/block |              | Hällaryd, Blekinge  |       | 56.201036, 14.940995 | 10099700670001 | Ladda upp en bild av detta fornminne |
| Hällaryd 68:1 | Stensättning                |              | Hällaryd, Blekinge  |       | 56.200404, 14.935196 | 10099700680001 | Ladda upp en bild av detta fornminne |
| Hällaryd 69:1 | Stensättning                |              | Hällaryd, Blekinge  |       | 56.188551, 14.934529 | 10099700690001 | Ladda upp en bild av detta fornminne |
| Hällaryd 70:1 | Stensättning                |              | Hällaryd, Blekinge  |       | 56.187922, 14.947314 | 10099700700001 | Ladda upp en bild av detta fornminne |
| Hällaryd 73:1 | Stensättning                |              | Hällaryd, Blekinge  |       | 56.123537, 14.981183 | 10099700730001 | Ladda upp en bild av detta fornminne |
| Hällaryd 75:1 | Stensättning                |              | Hällaryd, Blekinge  |       | 56.115965, 14.972464 | 10099700750001 | Ladda upp en bild av detta fornminne |
| Hällaryd 78:1 | Stensättning                |              | Hällaryd, Blekinge  |       | 56.198633, 14.905550 | 10099700780001 | Ladda upp en bild av detta fornminne |
| Hällaryd 80:1 | Stensättning                |              | Hällaryd, Blekinge  |       | 56.201191, 14.906616 | 10099700800001 | Ladda upp en bild av detta fornminne |
| Hällaryd 82:1 | Stensättning                |              | Hällaryd, Blekinge  |       | 56.210110, 14.901032 | 10099700820001 | Ladda upp en bild av detta fornminne |
| Hällaryd 83:1 | Stensättning                |              | Hällaryd, Blekinge  |       | 56.211783, 14.906249 | 10099700830001 | Ladda upp en bild av detta fornminne |
| Hällaryd 83:2 | Stensättning                |              | Hällaryd, Blekinge  |       | 56.211632, 14.906186 | 10099700830002 | Ladda upp en bild av detta fornminne |
| Hällaryd 85:1 | Stensättning                |              | Hällaryd, Blekinge  |       | 56.205457, 14.909368 | 10099700850001 | Ladda upp en bild av detta fornminne |
| Hällaryd 85:2 | Stensättning                |              | Hällaryd, Blekinge  |       | 56.205626, 14.909361 | 10099700850002 | Ladda upp en bild av detta fornminne |
| Hällaryd 86:1 | Stensättning                |              | Hällaryd, Blekinge  |       | 56.204803, 14.911166 | 10099700860001 | Ladda upp en bild av detta fornminne |
| Hällaryd 86:2 | Stensättning                |              | Hällaryd, Blekinge  |       | 56.204785, 14.911380 | 10099700860002 | Ladda upp en bild av detta fornminne |
| Hällaryd 86:3 | Stensättning                |              | Hällaryd, Blekinge  |       | 56.204773, 14.911639 | 10099700860003 | Ladda upp en bild av detta fornminne |
| Hällaryd 88:1 | Stensättning                |              | Hällaryd, Blekinge  |       | 56.198397, 14.900524 | 10099700880001 | Ladda upp en bild av detta fornminne |
| Hällaryd 89:1 | Stensättning                |              | Hällaryd, Blekinge  |       | 56.209474, 14.901619 | 10099700890001 | Ladda upp en bild av detta fornminne |
| Hällaryd 194  | Hällristning                |              | Hällaryd, Blekinge  |       | 56.193891, 14.922311 | 12000000130775 | Ladda upp en bild av detta fornminne |
| Hällaryd 195  | Hällristning                |              | Hällaryd, Blekinge  |       | 56.188268, 14.966281 | 12000000130777 | Ladda upp en bild av detta fornminne |
| Hällaryd 261  | Stensättning                |              | Hällaryd, Blekinge  |       | 56.180907, 14.928112 | 12000000134370 | Ladda upp en bild av detta fornminne |
| Hällaryd 262  | Stensättning                |              | Hällaryd, Blekinge  |       | 56.181099, 14.928634 | 12000000134371 | Ladda upp en bild av detta fornminne |
| Hällaryd 263  | Stensättning                |              | Hällaryd, Blekinge  |       | 56.181109, 14.928672 | 12000000134372 | Ladda upp en bild av detta fornminne |
| Hällaryd 264  | Stensättning                |              | Hällaryd, Blekinge  |       | 56.175926, 14.924852 | 12000000134373 | Ladda upp en bild av detta fornminne |
| Hällaryd 265  | Stensättning                |              | Hällaryd, Blekinge  |       | 56.175974, 14.924930 | 12000000134374 | Ladda upp en bild av detta fornminne |
| Hällaryd 278  | Hällristning                |              | Hällaryd, Blekinge  |       | 56.200420, 14.960828 | 12000000134444 | Ladda upp en bild av detta fornminne |
| Hällaryd 280  | Stensättning                |              | Hällaryd, Blekinge  |       | 56.200399, 14.933520 | 12000000134447 | Ladda upp en bild av detta fornminne |
| Hällaryd 283  | Stensättning                |              | Hällaryd, Blekinge  |       | 56.200573, 14.933454 | 12000000134450 | Ladda upp en bild av detta fornminne |
| Hällaryd 284  | Stensättning                |              | Hällaryd, Blekinge  |       | 56.200500, 14.933477 | 12000000134451 | Ladda upp en bild av detta fornminne |
| Hällaryd 293  | Gravfält                    |              | Hällaryd, Blekinge  |       | 56.181020, 14.928327 | 12000000134568 | Ladda upp en bild av detta fornminne |
| Hällaryd 296  | Hällristning                |              | Hällaryd, Blekinge  |       | 56.195254, 14.923675 | 12000000134649 | Ladda upp en bild av detta fornminne |
| Hällaryd 297  | Stensättning                |              | Hällaryd, Blekinge  |       | 56.200737, 14.961195 | 12000000134651 | Ladda upp en bild av detta fornminne |
| Hällaryd 298  | Stensättning                |              | Hällaryd, Blekinge  |       | 56.200968, 14.948566 | 12000000134652 | Ladda upp en bild av detta fornminne |
| Hällaryd 323  | Hällristning                |              | Hällaryd, Blekinge  |       | 56.188502, 14.967256 | 12000000134868 | Ladda upp en bild av detta fornminne |
| Hällaryd 324  | Hällristning                |              | Hällaryd, Blekinge  |       | 56.188850, 14.966557 | 12000000134870 | Ladda upp en bild av detta fornminne |
| Hällaryd 325  | Hällristning                |              | Hällaryd, Blekinge  |       | 56.189127, 14.964262 | 12000000134872 | Ladda upp en bild av detta fornminne |
| Hällaryd 327  | Hällristning                |              | Hällaryd, Blekinge  |       | 56.188635, 14.964070 | 12000000134875 | Ladda upp en bild av detta fornminne |
| Hällaryd 328  | Hällristning                |              | Hällaryd, Blekinge  |       | 56.186362, 14.967431 | 12000000134877 | Ladda upp en bild av detta fornminne |

## Karlshamn
| Namn                               | Lämningstyp                 | Tillkomsttid | Historisk indelning | Plats | Läge                 | ID-nr          | Bild                                      |
| ---------------------------------- | --------------------------- | ------------ | ------------------- | ----- | -------------------- | -------------- | ----------------------------------------- |
| Gamle skans (Karlshamn 2:1)        | Fästning/skans              |              | Karlshamn, Blekinge |       | 56.152511, 14.862290 | 10100000020001 | Ladda upp en bild av detta fornminne      |
| Karlshamn 3:1                      | Begravningsplats            |              | Karlshamn, Blekinge |       | 56.150813, 14.860644 | 10100000030001 | Ladda upp en till bild av detta fornminne |
| Karlshamn 5:1                      | Begravningsplats            |              | Karlshamn, Blekinge |       | 56.173719, 14.869526 | 10100000050001 | Ladda upp en bild av detta fornminne      |
| Karlshamns kastell (Karlshamn 6:1) | Fästning/skans              |              | Karlshamn, Blekinge |       | 56.160056, 14.865609 | 10100000060001 | Ladda upp en till bild av detta fornminne |
| Karlshamn 22:1                     | Stensättning                |              | Karlshamn, Blekinge |       | 56.138656, 14.846443 | 10100000220001 | Ladda upp en bild av detta fornminne      |
| Karlshamn 24:1                     | Stensättning                |              | Karlshamn, Blekinge |       | 56.188631, 14.863509 | 10100000240001 | Ladda upp en bild av detta fornminne      |
| Karlshamn 25:1                     | Stensättning                |              | Karlshamn, Blekinge |       | 56.188468, 14.860490 | 10100000250001 | Ladda upp en bild av detta fornminne      |
| Karlshamn 26:1                     | Stensättning                |              | Karlshamn, Blekinge |       | 56.184455, 14.856908 | 10100000260001 | Ladda upp en bild av detta fornminne      |
| Karlshamn 27:1                     | Stensättning                |              | Karlshamn, Blekinge |       | 56.174995, 14.895498 | 10100000270001 | Ladda upp en bild av detta fornminne      |
| Karlshamn 28:1                     | Stensättning                |              | Karlshamn, Blekinge |       | 56.143934, 14.896630 | 10100000280001 | Ladda upp en bild av detta fornminne      |
| Höga rör (Karlshamn 29:1)          | Röse                        |              | Karlshamn, Blekinge |       | 56.149315, 14.845178 | 10100000290001 | Ladda upp en till bild av detta fornminne |
| Karlshamn 31:1                     | Stensättning                |              | Karlshamn, Blekinge |       | 56.175313, 14.839419 | 10100000310001 | Ladda upp en bild av detta fornminne      |
| Karlshamn 65                       | Grav markerad av sten/block |              | Karlshamn, Blekinge |       | 56.189655, 14.871564 | 12000000122105 | Ladda upp en bild av detta fornminne      |
| Karlshamn 77                       | Stensättning                |              | Karlshamn, Blekinge |       | 56.181993, 14.880618 | 12000000133215 | Ladda upp en bild av detta fornminne      |

## Mörrum
| Namn                                 | Lämningstyp                 | Tillkomsttid | Historisk indelning | Plats | Läge                 | ID-nr          | Bild                                      |
| ------------------------------------ | --------------------------- | ------------ | ------------------- | ----- | -------------------- | -------------- | ----------------------------------------- |
| Mörrum 6:1                           | Stensättning                |              | Mörrum, Blekinge    |       | 56.168628, 14.791973 | 10100700060001 | Ladda upp en bild av detta fornminne      |
| Mörrum 6:2                           | Stensättning                |              | Mörrum, Blekinge    |       | 56.168593, 14.791955 | 10100700060002 | Ladda upp en bild av detta fornminne      |
| Gisla sträte (Mörrum 7:1)            | Grav markerad av sten/block |              | Mörrum, Blekinge    |       | 56.208256, 14.741901 | 10100700070001 | Ladda upp en bild av detta fornminne      |
| Mörrum 8:1                           | Stensättning                |              | Mörrum, Blekinge    |       | 56.208075, 14.723541 | 10100700080001 | Ladda upp en bild av detta fornminne      |
| Mörrum 10:1                          | Begravningsplats            |              | Mörrum, Blekinge    |       | 56.199882, 14.750033 | 10100700100001 | Ladda upp en bild av detta fornminne      |
| Mörrum 11:1                          | Stensättning                |              | Mörrum, Blekinge    |       | 56.200543, 14.733659 | 10100700110001 | Ladda upp en bild av detta fornminne      |
| Mörrum 13:1                          | Stensättning                |              | Mörrum, Blekinge    |       | 56.180581, 14.757899 | 10100700130001 | Ladda upp en bild av detta fornminne      |
| Mörrum 14:1                          | Stensättning                |              | Mörrum, Blekinge    |       | 56.178876, 14.756167 | 10100700140001 | Ladda upp en bild av detta fornminne      |
| Mörrum 15:1                          | Stensättning                |              | Mörrum, Blekinge    |       | 56.177518, 14.753288 | 10100700150001 | Ladda upp en bild av detta fornminne      |
| Mörrum 19:1                          | Gravfält                    |              | Mörrum, Blekinge    |       | 56.189137, 14.741581 | 10100700190001 | Ladda upp en till bild av detta fornminne |
| Mörrum 20:1                          | Stensättning                |              | Mörrum, Blekinge    |       | 56.191507, 14.739797 | 10100700200001 | Ladda upp en bild av detta fornminne      |
| Höjers kulle (Mörrum 23:1)           | Hög                         |              | Mörrum, Blekinge    |       | 56.189834, 14.751761 | 10100700230001 | Ladda upp en bild av detta fornminne      |
| Mörrum 101:1                         | Stensättning                |              | Mörrum, Blekinge    |       | 56.169509, 14.792910 | 10100701010001 | Ladda upp en bild av detta fornminne      |
| Mörrum 103:1                         | Stensättning                |              | Mörrum, Blekinge    |       | 56.174302, 14.783699 | 10100701030001 | Ladda upp en bild av detta fornminne      |
| Mörrum 104:1                         | Stenkammargrav              |              | Mörrum, Blekinge    |       | 56.179838, 14.771717 | 10100701040001 | Ladda upp en bild av detta fornminne      |
| Mörrum 106:1                         | Stensättning                |              | Mörrum, Blekinge    |       | 56.191331, 14.764068 | 10100701060001 | Ladda upp en bild av detta fornminne      |
| Mörrum 107:1                         | Stensättning                |              | Mörrum, Blekinge    |       | 56.179955, 14.784723 | 10100701070001 | Ladda upp en bild av detta fornminne      |
| Mörrum 108:1                         | Stensättning                |              | Mörrum, Blekinge    |       | 56.181444, 14.786375 | 10100701080001 | Ladda upp en bild av detta fornminne      |
| Gallery skantz (1684) (Mörrum 113:1) | Fästning/skans              |              | Mörrum, Blekinge    |       | 56.171100, 14.704600 | 10100701130001 | Ladda upp en bild av detta fornminne      |
| Mörrum 118:1                         | Fästning/skans              |              | Mörrum, Blekinge    |       | 56.160907, 14.688695 | 10100701180001 | Ladda upp en bild av detta fornminne      |
| Mörrum 118:2                         | Fästning/skans              |              | Mörrum, Blekinge    |       | 56.160180, 14.687624 | 10100701180002 | Ladda upp en bild av detta fornminne      |
| Mörrum 123:1                         | Stensättning                |              | Mörrum, Blekinge    |       | 56.178184, 14.736197 | 10100701230001 | Ladda upp en bild av detta fornminne      |
| Mörrum 130                           | Spärranordning              |              | Mörrum, Blekinge    |       | 56.162479, 14.686772 | 18000000070670 | Ladda upp en bild av detta fornminne      |
| Mörrum 132                           | Grav markerad av sten/block |              | Mörrum, Blekinge    |       | 56.188215, 14.741988 | 12000000072024 | Ladda upp en bild av detta fornminne      |
| Mörrum 133                           | Grav markerad av sten/block |              | Mörrum, Blekinge    |       | 56.188269, 14.741991 | 12000000072032 | Ladda upp en bild av detta fornminne      |
| Mörrum 308                           | Röse                        |              | Mörrum, Blekinge    |       | 56.165460, 14.685377 | 12000000116888 | Ladda upp en bild av detta fornminne      |
| Mörrum 357                           | Stensättning                |              | Mörrum, Blekinge    |       | 56.165705, 14.793573 | 12000000120179 | Ladda upp en bild av detta fornminne      |
| Mörrum 360                           | Stensättning                |              | Mörrum, Blekinge    |       | 56.181273, 14.773541 | 12000000120182 | Ladda upp en bild av detta fornminne      |
| Mörrum 435                           | Stensättning                |              | Mörrum, Blekinge    |       | 56.191960, 14.764048 | 12000000129433 | Ladda upp en bild av detta fornminne      |
| Mörrum 454                           | Stensättning                |              | Mörrum, Blekinge    |       | 56.180094, 14.734520 | 12000000129828 | Ladda upp en bild av detta fornminne      |
| Mörrum 471                           | Röse                        |              | Mörrum, Blekinge    |       | 56.181893, 14.783299 | 12000000130248 | Ladda upp en bild av detta fornminne      |

## Ringamåla
| Namn          | Lämningstyp | Tillkomsttid | Historisk indelning | Plats | Läge                 | ID-nr          | Bild                                 |
| ------------- | ----------- | ------------ | ------------------- | ----- | -------------------- | -------------- | ------------------------------------ |
| Ringamåla 324 | Minnesmärke |              | Ringamåla, Blekinge |       | 56.334967, 14.701928 | 12000000099327 | Ladda upp en bild av detta fornminne |

## Åryd
| Namn                    | Lämningstyp                 | Tillkomsttid | Historisk indelning | Plats | Läge                 | ID-nr          | Bild                                      |
| ----------------------- | --------------------------- | ------------ | ------------------- | ----- | -------------------- | -------------- | ----------------------------------------- |
| Åryd 1:1                | Stensättning                |              | Åryd, Blekinge      |       | 56.235271, 15.024008 | 10102000010001 | Ladda upp en bild av detta fornminne      |
| Åryd 2:1                | Stensättning                |              | Åryd, Blekinge      |       | 56.229154, 15.030306 | 10102000020001 | Ladda upp en bild av detta fornminne      |
| Åryd 3:1                | Stensättning                |              | Åryd, Blekinge      |       | 56.229279, 15.028412 | 10102000030001 | Ladda upp en bild av detta fornminne      |
| Åryd 4:1                | Grav markerad av sten/block |              | Åryd, Blekinge      |       | 56.226250, 15.019656 | 10102000040001 | Ladda upp en bild av detta fornminne      |
| Åryd 6:1                | Stensättning                |              | Åryd, Blekinge      |       | 56.220047, 15.022555 | 10102000060001 | Ladda upp en bild av detta fornminne      |
| Åryd 7:1                | Stensättning                |              | Åryd, Blekinge      |       | 56.224021, 15.030666 | 10102000070001 | Ladda upp en bild av detta fornminne      |
| Åryd 7:2                | Stensättning                |              | Åryd, Blekinge      |       | 56.223937, 15.030672 | 10102000070002 | Ladda upp en bild av detta fornminne      |
| Åryd 7:3                | Röse                        |              | Åryd, Blekinge      |       | 56.223727, 15.030702 | 10102000070003 | Ladda upp en bild av detta fornminne      |
| Åryd 7:4                | Stensättning                |              | Åryd, Blekinge      |       | 56.224016, 15.030527 | 10102000070004 | Ladda upp en bild av detta fornminne      |
| Åryd 8:1                | Stensättning                |              | Åryd, Blekinge      |       | 56.224457, 15.033796 | 10102000080001 | Ladda upp en bild av detta fornminne      |
| Åryd 13:1               | Stensättning                |              | Åryd, Blekinge      |       | 56.210144, 15.025252 | 10102000130001 | Ladda upp en bild av detta fornminne      |
| Åryd 14:1               | Stensättning                |              | Åryd, Blekinge      |       | 56.209730, 15.020842 | 10102000140001 | Ladda upp en bild av detta fornminne      |
| Åryd 14:2               | Grav markerad av sten/block |              | Åryd, Blekinge      |       | 56.209661, 15.020551 | 10102000140002 | Ladda upp en bild av detta fornminne      |
| Åryd 15:1               | Stensättning                |              | Åryd, Blekinge      |       | 56.209651, 15.020030 | 10102000150001 | Ladda upp en bild av detta fornminne      |
| Åryd 15:2               | Grav markerad av sten/block |              | Åryd, Blekinge      |       | 56.209723, 15.020087 | 10102000150002 | Ladda upp en bild av detta fornminne      |
| Åryd 16:1               | Stensättning                |              | Åryd, Blekinge      |       | 56.221170, 15.022488 | 10102000160001 | Ladda upp en bild av detta fornminne      |
| Åryd 17:1               | Stensättning                |              | Åryd, Blekinge      |       | 56.221155, 15.029870 | 10102000170001 | Ladda upp en bild av detta fornminne      |
| Åryd 17:2               | Stensättning                |              | Åryd, Blekinge      |       | 56.221248, 15.029910 | 10102000170002 | Ladda upp en bild av detta fornminne      |
| Åryd 18:1               | Stensättning                |              | Åryd, Blekinge      |       | 56.219261, 15.032777 | 10102000180001 | Ladda upp en bild av detta fornminne      |
| Åryd 18:2               | Stensättning                |              | Åryd, Blekinge      |       | 56.219354, 15.032766 | 10102000180002 | Ladda upp en bild av detta fornminne      |
| Åryd 19:1               | Stensättning                |              | Åryd, Blekinge      |       | 56.218351, 15.022181 | 10102000190001 | Ladda upp en bild av detta fornminne      |
| Åryd 19:2               | Stensättning                |              | Åryd, Blekinge      |       | 56.218291, 15.022145 | 10102000190002 | Ladda upp en bild av detta fornminne      |
| Åryd 19:3               | Stensättning                |              | Åryd, Blekinge      |       | 56.218171, 15.021767 | 10102000190003 | Ladda upp en bild av detta fornminne      |
| Åryd 20:1               | Stensättning                |              | Åryd, Blekinge      |       | 56.217379, 15.021071 | 10102000200001 | Ladda upp en bild av detta fornminne      |
| Åryd 21:1               | Röse                        |              | Åryd, Blekinge      |       | 56.215381, 15.034299 | 10102000210001 | Ladda upp en bild av detta fornminne      |
| Åryd 21:2               | Stensättning                |              | Åryd, Blekinge      |       | 56.215354, 15.034250 | 10102000210002 | Ladda upp en bild av detta fornminne      |
| Åryd 22:1               | Gravfält                    |              | Åryd, Blekinge      |       | 56.215945, 15.034972 | 10102000220001 | Ladda upp en bild av detta fornminne      |
| Åryd 23:1               | Röse                        |              | Åryd, Blekinge      |       | 56.215715, 15.033662 | 10102000230001 | Ladda upp en bild av detta fornminne      |
| Åryd 23:2               | Stensättning                |              | Åryd, Blekinge      |       | 56.215716, 15.033747 | 10102000230002 | Ladda upp en bild av detta fornminne      |
| Åryd 23:3               | Stensättning                |              | Åryd, Blekinge      |       | 56.215735, 15.033709 | 10102000230003 | Ladda upp en bild av detta fornminne      |
| Åryd 23:4               | Gravhägnad                  |              | Åryd, Blekinge      |       | 56.215747, 15.033743 | 10102000230004 | Ladda upp en bild av detta fornminne      |
| Åryd 24:1               | Stensättning                |              | Åryd, Blekinge      |       | 56.202113, 15.034670 | 10102000240001 | Ladda upp en bild av detta fornminne      |
| Åryd 25:1               | Grav markerad av sten/block |              | Åryd, Blekinge      |       | 56.205987, 15.024767 | 10102000250001 | Ladda upp en bild av detta fornminne      |
| Åryd 26:1               | Röse                        |              | Åryd, Blekinge      |       | 56.205631, 15.027285 | 10102000260001 | Ladda upp en bild av detta fornminne      |
| Åryd 28:1               | Röse                        |              | Åryd, Blekinge      |       | 56.203876, 15.026556 | 10102000280001 | Ladda upp en bild av detta fornminne      |
| Åryd 28:2               | Stensättning                |              | Åryd, Blekinge      |       | 56.203864, 15.026520 | 10102000280002 | Ladda upp en bild av detta fornminne      |
| Åryd 29:1               | Stensättning                |              | Åryd, Blekinge      |       | 56.202279, 15.024506 | 10102000290001 | Ladda upp en bild av detta fornminne      |
| Åryd 30:1               | Stensättning                |              | Åryd, Blekinge      |       | 56.202989, 15.018626 | 10102000300001 | Ladda upp en bild av detta fornminne      |
| Åryd 32:1               | Begravningsplats            |              | Åryd, Blekinge      |       | 56.210987, 15.009396 | 10102000320001 | Ladda upp en bild av detta fornminne      |
| Åryd 33:1               | Stensättning                |              | Åryd, Blekinge      |       | 56.207987, 15.039081 | 10102000330001 | Ladda upp en bild av detta fornminne      |
| Åryd 33:2               | Stensättning                |              | Åryd, Blekinge      |       | 56.208019, 15.039058 | 10102000330002 | Ladda upp en bild av detta fornminne      |
| Åryd 37:1               | Grav markerad av sten/block |              | Åryd, Blekinge      |       | 56.204486, 14.994959 | 10102000370001 | Ladda upp en bild av detta fornminne      |
| Åryd 37:2               | Stensättning                |              | Åryd, Blekinge      |       | 56.204337, 14.995134 | 10102000370002 | Ladda upp en bild av detta fornminne      |
| Åryd 38:1               | Stensättning                |              | Åryd, Blekinge      |       | 56.204673, 14.995688 | 10102000380001 | Ladda upp en bild av detta fornminne      |
| Åryd 38:2               | Stensättning                |              | Åryd, Blekinge      |       | 56.204753, 14.996054 | 10102000380002 | Ladda upp en bild av detta fornminne      |
| Åryd 39:1               | Stensättning                |              | Åryd, Blekinge      |       | 56.199928, 15.034257 | 10102000390001 | Ladda upp en bild av detta fornminne      |
| Åryd 40:1               | Stensättning                |              | Åryd, Blekinge      |       | 56.200124, 15.036825 | 10102000400001 | Ladda upp en bild av detta fornminne      |
| Åryd 41:1               | Gravfält                    |              | Åryd, Blekinge      |       | 56.199707, 15.037628 | 10102000410001 | Ladda upp en bild av detta fornminne      |
| Åryd 45:1               | Stensättning                |              | Åryd, Blekinge      |       | 56.199274, 15.050584 | 10102000450001 | Ladda upp en bild av detta fornminne      |
| Åryd 45:2               | Stensättning                |              | Åryd, Blekinge      |       | 56.199264, 15.050467 | 10102000450002 | Ladda upp en bild av detta fornminne      |
| Åryd 46:1               | Stensättning                |              | Åryd, Blekinge      |       | 56.197390, 15.051586 | 10102000460001 | Ladda upp en bild av detta fornminne      |
| Åryd 47:1               | Stensättning                |              | Åryd, Blekinge      |       | 56.212690, 15.054409 | 10102000470001 | Ladda upp en bild av detta fornminne      |
| Åryd 48:1               | Stensättning                |              | Åryd, Blekinge      |       | 56.213286, 15.051884 | 10102000480001 | Ladda upp en bild av detta fornminne      |
| Åryd 49:1               | Röse                        |              | Åryd, Blekinge      |       | 56.218218, 15.041916 | 10102000490001 | Ladda upp en bild av detta fornminne      |
| Åryd 50:1               | Stensättning                |              | Åryd, Blekinge      |       | 56.216030, 15.042429 | 10102000500001 | Ladda upp en bild av detta fornminne      |
| Åryd 50:2               | Stensättning                |              | Åryd, Blekinge      |       | 56.215983, 15.042341 | 10102000500002 | Ladda upp en bild av detta fornminne      |
| Åryd 50:3               | Stensättning                |              | Åryd, Blekinge      |       | 56.216110, 15.042433 | 10102000500003 | Ladda upp en bild av detta fornminne      |
| Åryd 50:4               | Stensättning                |              | Åryd, Blekinge      |       | 56.216172, 15.042344 | 10102000500004 | Ladda upp en bild av detta fornminne      |
| Åryd 52:1               | Stensättning                |              | Åryd, Blekinge      |       | 56.169594, 15.053153 | 10102000520001 | Ladda upp en bild av detta fornminne      |
| Åryd 53:1               | Stensättning                |              | Åryd, Blekinge      |       | 56.160104, 15.051368 | 10102000530001 | Ladda upp en bild av detta fornminne      |
| Åryd 54:1               | Stensättning                |              | Åryd, Blekinge      |       | 56.219751, 15.056015 | 10102000540001 | Ladda upp en bild av detta fornminne      |
| Åryd 55:1               | Grav markerad av sten/block |              | Åryd, Blekinge      |       | 56.210030, 15.061041 | 10102000550001 | Ladda upp en bild av detta fornminne      |
| Åryd 56:1               | Stensättning                |              | Åryd, Blekinge      |       | 56.205509, 15.057020 | 10102000560001 | Ladda upp en bild av detta fornminne      |
| Åryd 57:1               | Stensättning                |              | Åryd, Blekinge      |       | 56.204462, 15.057351 | 10102000570001 | Ladda upp en bild av detta fornminne      |
| Offerlunden (Åryd 58:1) | Hällristning                |              | Åryd, Blekinge      |       | 56.297527, 14.998764 | 10102000580001 | Ladda upp en till bild av detta fornminne |
| Åryd 60:1               | Stensättning                |              | Åryd, Blekinge      |       | 56.204206, 14.991936 | 10102000600001 | Ladda upp en bild av detta fornminne      |
| Åryd 68:1               | Grav markerad av sten/block |              | Åryd, Blekinge      |       | 56.166422, 15.014544 | 10102000680001 | Ladda upp en bild av detta fornminne      |
| Åryd 69:1               | Grav markerad av sten/block |              | Åryd, Blekinge      |       | 56.167347, 15.006389 | 10102000690001 | Ladda upp en bild av detta fornminne      |
| Åryd 70:1               | Stensättning                |              | Åryd, Blekinge      |       | 56.167197, 15.005565 | 10102000700001 | Ladda upp en bild av detta fornminne      |
| Åryd 71:1               | Grav markerad av sten/block |              | Åryd, Blekinge      |       | 56.166087, 15.003702 | 10102000710001 | Ladda upp en bild av detta fornminne      |
| Åryd 71:2               | Grav markerad av sten/block |              | Åryd, Blekinge      |       | 56.166147, 15.003565 | 10102000710002 | Ladda upp en bild av detta fornminne      |
| Åryd 72:1               | Stensättning                |              | Åryd, Blekinge      |       | 56.179467, 15.011955 | 10102000720001 | Ladda upp en bild av detta fornminne      |
| Åryd 328                | Stensättning                |              | Åryd, Blekinge      |       | 56.186513, 14.995816 | 12000000121350 | Ladda upp en bild av detta fornminne      |
| Åryd 329                | Stensättning                |              | Åryd, Blekinge      |       | 56.167251, 15.005812 | 12000000121351 | Ladda upp en bild av detta fornminne      |
| Åryd 330                | Stensättning                |              | Åryd, Blekinge      |       | 56.187199, 14.993776 | 12000000121352 | Ladda upp en bild av detta fornminne      |
| Åryd 332                | Grav markerad av sten/block |              | Åryd, Blekinge      |       | 56.166102, 15.017599 | 12000000121354 | Ladda upp en bild av detta fornminne      |
| Åryd 340                | Stensättning                |              | Åryd, Blekinge      |       | 56.174160, 14.985804 | 12000000121362 | Ladda upp en bild av detta fornminne      |
| Åryd 342                | Stensättning                |              | Åryd, Blekinge      |       | 56.187396, 14.988847 | 12000000121364 | Ladda upp en bild av detta fornminne      |
| Åryd 345                | Grav markerad av sten/block |              | Åryd, Blekinge      |       | 56.207690, 15.039132 | 12000000135848 | Ladda upp en bild av detta fornminne      |
| Åryd 354                | Stensättning                |              | Åryd, Blekinge      |       | 56.206862, 15.040988 | 12000000136078 | Ladda upp en bild av detta fornminne      |